# Emilia Pardo Bazán
Contessa Emilia Pardo-Bazán y de la Rúa-Figueroa (La Coruña, 16 settembre 1851 – Madrid, 12 maggio 1921) è stata una scrittrice, giornalista e saggista spagnola, ricordata per aver introdotto il Naturalismo in Spagna.
Per il suo sostegno ai diritti delle donne è ritenuta una precorritrice del femminismo. Rivendicò l'istruzione delle donne come un diritto fondamentale, che difese per una parte importante della sua attività pubblica. Tra le sue opere letterarie, una delle più famose è il romanzo Signorotti di Galizia (1886-1887).

## Biografia

### Infanzia ed istruzione
Emilia Pardo Bazán, appartenente ad una nobile famiglia galiziana, era figlia unica del conte pontificio di Pardo-Bazán, José María Pardo-Bazán y Mosquera e Amalia María de la Rúa-Figueroa y Somoza. Suo padre, convinto dell'importanza dei diritti delle donne, le offrì la migliore educazione possibile, stimolando il suo amore per la letteratura. All'età di nove anni Emilia mostrava già un grande interesse verso la scrittura, coltivato anche grazie alla biblioteca paterna che le permise di avere accesso ad una grande varietà di letture.
Riferendosi a quel periodo, ha rivelato che i suoi libri preferiti da bambina erano il Don Chisciotte, la Bibbia e l'Iliade. Nella casa della Coruña lesse, precocemente, La conquista del Messico di Antonio de Solís e le Vite parallele di Plutarco; anche i libri sulla rivoluzione francese la affascinavano molto. Durante l'inverno, quando si spostava a Madrid con la famiglia, Emilia frequentava un collegio francese che la introdusse alle opere letterarie di La Fontaine e Racine. A dodici anni la famiglia decise di rimanere a La Coruña anche durante l'inverno ed Emilia incominciò a studiare con professori privati. Non seguì la moda dell'epoca che imponeva alle ragazze di studiare musica ed economia domestica: ricevette, invece, una formazione amplia, focalizzata sugli studi umanistici e sulle lingue straniere, che le permise di imparare a parlare fluentemente il francese, l'inglese e il tedesco. Secondo i dettami dell'epoca, le fu proibito frequentare l'università: per seguire le scoperte scientifiche e filosofiche si affidò quindi ad amici del padre e ai libri.

### Matrimonio e inizi come scrittrice
Si sposò a 16 anni con José Quiroga y Pérez Deza, ragazzo di 19 anni, studente di diritto e anche lui appartenente ad una famiglia nobile. La loro relazione era ben vista dalle famiglie di entrambi e le nozze vennero celebrate nel 1868 a Meirás, seguite da un viaggio in Spagna. La coppia non si separò dalla famiglia di lei e durante gli anni vissero con i genitori di Emilia, viaggiando anche per l'Europa.
Nel 1869,  quando il padre José Pardo fu eletto Diputado a Cortes (un anno dopo la rivoluzione che trasformò la Spagna in una monarchia parlamentare), Emilia e suo marito si trasferirono a Madrid. Finito il suo mandato, i quattro cominciano un viaggio di vari mesi per la Francia e l'Italia. Emilia pubblicò i resoconti di questo viaggio nel diario El Imparcial, raccolti poi in seguito in uno dei suoi libri di viaggi Por la Europa católica (1901): con essi, denunciò la necessità dell'europeizzazione della Spagna, consigliando di viaggiare almeno una volta l'anno come metodo educativo.
Secondo le documentazioni dell'epoca, suo marito José Quiroga era un uomo tranquillo e riservato. La coppia manteneva un buon equilibrio: lei sosteneva i suoi studi di legge, mentre lui valorizzava gli interessi intellettuali della sua sposa. Dopo otto anni di matrimonio ebbero nel 1876 il loro primo figlio, Jaime; in seguito nacquero Blanca nel 1879 e Carmen nel 1881. Negli anni seguenti la situazione matrimoniale peggiorò sia a causa degli impegni intellettuali e letterari di lei, che per motivi personali. Si separarono nel 1884, con una separazione amichevole; egli si ritirò a vivere nelle sue proprietà terriere galiziane e lei continuò con la sua attività di scrittrice a Madrid ed in Galizia. Lui continuò a seguire con interesse la carriera della Bazán, e in alcune occasioni ha organizzato delle cerimonie in suo onore in Galizia. Alla morte dell'ex coniuge, nel 1912, la scrittrice osservò un lutto rigoroso durato un anno.
È datata 1876 la prima opera scritta e conosciuta della Bazán, dal titolo Estudio crítico de las obras del padre Feijoo. Si tratta di un saggio su un intellettuale galiziano del diciottesimo secolo, ammirato profondamente dalla scrittrice per le sue idee femministe "avant la lettre". Con questo saggio vinse un premio, battendo il confronto con Concepción Arenal. Sempre lo stesso anno pubblicò il suo primo libro di poesie, Jaime, dedicato a suo figlio appena nato, a cura di Francisco Giner de los Ríos.
Il suo primo romanzo, Pascual López, autobiografía de un estudiante de medicina, uscì nel 1879 sulla Revista de España: si tratta di un romanzo romantico e allo stesso tempo realista, ambientato a Santiago de Compostela. Il lavoro è influenzato dalle opere di Pedro Antonio de Alarcón e Juan Valera, tuttavia è da considerare come un'opera a sé stante, ancora lontana dalla direzione creativa che Bazán maturerà in seguito. Il successo del romanzo la porterà a seguire quella direzione, pubblicando nel 1881 Un viaje de novios, sul matrimonio imprudente di una giovane donna, unica figlia di un piccolo borghese, con un uomo più anziano: un'opera ibrida, dove si mescolano elementi puramente realisti con altri propri del saggio teorico e con molteplici descrizioni di paesaggi e personaggi, ripresi da Balzac e Daudet, e che annunciano il suo futuro interesse per il naturalismo.
Tempo dopo iniziò una relazione amorosa con Benito Pérez Galdós, anche lui culture del naturalismo, con il quale aveva mantenuto in precedenza una relazione letteraria. La conferma di questa relazione, che durerà più di vent'anni, e i dettagli legati ad essa verranno rivelati a partire dal 1970 con la pubblicazione di 32 lettere inedite di Emilia a Benito. Secondo Bravo-Villasante è possibile che la corrispondenza con Benito fosse iniziata nel 1881. Da questa loro corrispondenza inedita si deduce che la loro amicizia letteraria portò ad una intimità amorosa duratura, non priva di sorprese a causa delle relazioni sporadiche con alcuni giovani come Narcís Oller o Lázaro Galdiano. Nella relazione tra Benito ed Emilia ci furono anche momenti di crisi quando lei ebbe un'avventura amorosa con Lázaro Galdiano, che lei stessa definì come un fallo momentaneo dei sentimenti frutto di circostanze impreviste. Lo scrittore soffrì molto a causa di questo suo tradimento, che venne descritto in due suoi romanzi La incógnita e Realidad, e che descrisse anche lei in Colpo di sole. La loro relazione è stata caratterizzata da una grande ammirazione reciproca, e la corrispondenza rivela una grande amicizia ed una grande intimità letteraria e amorosa.

### La questione palpitantee il Naturalismo
Pardo Bazán guarda con ammirazione al naturalismo francese, ma allo stesso tempo difende la letteratura spagnola e il suo carattere castizo (tipico della Castiglia), che considera come una vera e propria forma di realismo. Si potrebbe considerare quest'opera come naturalista, ma alcuni studiosi credono più importante il fatto che la scrittrice abbia introdotto in Spagna il dibattito sulle proposte di Émile Zola, attraverso i suoi saggi di divulgazione giornalistica.
Nel 1882 iniziò, nella rivista La Época, la pubblicazione a capitoli di una serie di articoli su Émile Zola e il romanzo sperimentale, riuniti in seguito nel volume La questione palpitante (1883), che renderanno la scrittrice una delle principali sostenitrici del naturalismo in Spagna. Nell'opera, contenente un prologo di Clarín, difende il realismo "alla spagnola" dei suoi contemporanei Galdós e Pereda e, nonostante le sue idee fossero già state pubblicate anteriormente a capitoli, il libro causò un grande scandalo.
L'opera venne considerata come un testo immorale di una donna sposata e rispettabile sulla letteratura francese, considerata atea e pornografica. In realtà, anche se veniva criticato il naturalismo, veniva difeso il valore letterario di Zola e per questo Bazán venne equiparata allo stile ateo e provocatorio dello scrittore.
Il libro provocò una vera e propria rivolta e ricevette numerosi attacchi, essendo considerato come un manifesto in favore della pornografia francese e della letteratura atea, in aggiunta al fatto di essere stato scritto da una donna. I difensori della religione e della morale trovarono terreno fertile per gli attacchi, supportati anche da alcune persone che erano sue amiche ed ammiratrici, come Marcelino Menéndez Pelayo.
Il marito "terrorizzato" - come descrivono alcune sue biografie - dagli attacchi ricevuti, le chiese di lasciare la scrittura. Egli aveva il terrore che la moglie venisse identificata con il personaggio femminile coraggioso e rivoluzionario del suo romanzo La Tribuna. Emilia si rifiutò e partì per un viaggio in Italia, e, una volta tornata, decise di non vivere più insieme a lui. Grazie allo scandalo ci fu un incremento delle vendite del libro. Dalla Francia Zola accolse positivamente il testo e si mostrò sorpreso nello scoprire che l'autrice era una donna.
Il saggio La questione palpitante e il romanzo La Tribuna furono le origini della sua fama di scrittrice ribelle e provocatrice.
Secondo l'articolo di Brian J. Dendle, il naturalismo della Pardo Bazán è influenzato dalle teorie di tardo diciottesimo secolo sull'eredità razziale e sull'atavismo razziale. L'autrice conosceva molto bene le teorie razziali applicate alla criminologia di Cesare Lombroso, e, seppur guidata da una matrice ideologica di stampo cattolico, questo non la fermò dal sostenere idee razziste. Promuoveva idee antisemite che la spingevano a denigrare tanto i sefarditi quanto gli aschenaziti. Nel 1899 provò a giustificare l'antisemitismo nel caso storico della diffamazione del militare Alfred Dreyfus, nelle pagine de La Ilustración Artística: «L'affaire Dreyfus è figlio della lotta secolare che bagnò di sangue le stradi di Valencia e Toledo […] La crociata contro Dreyfus è comprensibile e quindi giustificabile».

### La Tribuna, primo romanzo naturalista spagnolo
Nel 1883, Emilia Pardo Bazán pubblica La Tribuna, considerato il primo romanzo sociale e il primo romanzo naturalista spagnolo. L'opera racconta la storia di una donna operaia, alla quale viene dato il nome fittizio di Amparo, impiegata nella fabbrica di sigarette di La Coruña. È la storia di uno sciopero e la sua protagonista è una giovane coraggiosa e risoluta che rappresenta le rivendicazioni operaie. È anche la storia di una bella donna ingannata da un uomo che la seduce e la abbandona, e si conclude con le grida popolari a favore della Repubblica mentre lei sta dando alla luce suo figlio.
Emilia Pardo Bazán è la prima ad inserire il proletariato nella letteratura spagnola - ancora prima di Pérez Galdós e Blasco Ibáñez - e descrive i metodi industriali, le tecniche di lavoro, i duri orari e l'ambiente di lavoro negli anni di intensi movimenti sociali. Realizza allo stesso tempo una profonda analisi del mondo femminile e della doppia giornata delle operaie, scandita di fatto da due lavori: quello in fabbrica e quello casalingo.
A partire dal 1884 e in seguito allo scandalo generato da La questione palpitante, Pardo Bazán incominciò a distaccarsi dallo «zolismo», senza però sminuirne il valore, data la grande ammirazione che provava nei confronti dello scrittore francese. Nel suo libro Apuntes autobiográfico (1886) afferma che Zola, nel suo libro Le roman expérimental, analizza l'estetica naturalista sotto lo sguardo della teologia. Questo distacco diventa sempre più marcato l'anno seguente, ad una conferenza sulla letteratura russa, durante la quale esprime la sua devozione nei confronti di Tolstoj e dello spiritualismo russo.
Nel 1885 pubblicò La dama joven, dove esplora il tema delle crisi matrimoniali, proprio nello stesso momento in cui inizia la separazione tra lei e suo marito.
Il Naturalismo rivendicato da Pardo Bazán, rispetto ai fondamenti ideologici e letterari di Zola, accentuava la connessione tra la scuola francese e la tradizione realista spagnola ed europea, permettendo alla scrittrice di avvicinare il naturalismo all'ideale cattolico proprio dell'ambiente culturale nel quale era cresciuta. Le sue convinzioni rimasero quindi sempre legate al cattolicesimo, ma allo stesso tempo integrarono le basi logiche del determinismo sociale e del darwinismo.
Il metodo naturalista culminò con i Signorotti di Galizia (1886-1887), il suo romanzo più famoso e l'opera che la consacrò come una delle più grandi scrittrici della letteratura spagnola. L'opera descrive la decadenza dell'oligarchia territoriale, non più detentrice del ruolo guida nella società, e declassata a nobiltà degradata, pietosa immagine della decadenza del mondo rurale galiziano e della sua aristocrazia. L'anno seguente pubblica il seguito Madre Natura (1887), speculazione naturalista nella quale racconta gli amori incestuosi di due giovani che non sanno di essere fratello e sorella.
A partire dagli anni Novanta dell'800, Pardo Bazán si allontana dal naturalismo ed esplora nuovi percorsi letterari come l'idealismo e il simbolismo, anch'essi tendenze europee. Continuerà a scrivere romanzi che influenzeranno Vicente Blasco Ibáñez, uno dei grandi scrittori di fine secolo.

### Maturità letteraria
L'amichevole separazione da suo marito le permise di seguire con libertà i suoi interessi letterari ed intellettuali, senza ostacoli. Si concentrò non solo su polemiche letterarie, ma intervenne anche nel giornalismo politico e lottò incessantemente per l'emancipazione sociale ed intellettuale della donna. Pubblicò saggi come La revolución y la novela en Rusia (1887) o La mujer española (1890) e il successo ottenuto con le sue conferenze, tenute presso sedi prestigiose, indussero altre istituzioni ad invitarla. Tale popolarità la portò spesso ad inimicizie con gli scrittori dell'epoca, che vedevano invadere un settore tradizionalmente riservato agli uomini da una donna, considerata più competente di molti di loro. Questa situazione la portò ad affermare: «Se sulla mia carta d'identità ci fosse stato scritto Emilio al posto di Emilia, la mia vita sarebbe stata sicuramente diversa…».
Nel 1890, anno della morte di suo padre, il suo stile si avvicinò maggiormente al simbolismo e allo spiritualismo, presente in Una cristiana (1890), La prueba (1890), La piedra angular (1891), La quimera (1905), La sirena negra (1908) y Dulce dueño (1911). Questo cambiamento di stile è osservabile anche nei suoi racconti e nei suoi saggi, quasi più di cinquecento, raccolti in Cuentos de la tierra (1888), Cuentos escogidos (1891), Cuentos de Marineda (1892), Cuentos sacro-profanos (1899), e altri ancora.
In Una Cristiana y La Prueba, del 1890, i temi centrali sono la differenza d'età tra innamorati, la scelta tra gli affetti e i doveri famigliari e religiosi. Il ciclo Adán y Eva, che raggruppa i romanzi Doña Milagros (1894) e Memorias de un solterón (1896), potrebbe essere, secondo alcuni critici letterari, una maniera di giustificare la sua relazione con Galdós.

### Nuevo Teatro Crítico
In preda al suo desiderio riformatore, nel 1890 Emilia approfittò dell'eredità lasciatale dal padre per fondare una rivista di pensiero sociale e politico completamente scritta e finanziata da lei: Nuevo Teatro Crítico, chiamata così per omaggiare Benito Jerónimo Feijoo, del quale fu una seguace. Nella rivista troviamo saggi, critiche letterarie, notizie su altri scrittori e studi di attualità politica e sociale che avevano l'obbiettivo di riflettere sulla vita intellettuale dell'epoca. All'inizio ebbe successo, e nonostante il suo stile diretto e sincero accrescesse la polemica nei suoi confronti, aumentarono anche la sua fama di donna impetuosa e rivoluzionaria. Questa esperienza durò tre anni; nel suo saluto ai lettori dichiarò che l'impresa le costò la salute e il patrimonio.
Il ricco repertorio di Emilia Pardo Bazán include anche libri di viaggi, come Por Francia y por Alemania (1889) o Por la España pintoresca (1895) e le biografie, come San Francisco de Asís (1882) o Hernán Cortés (1914).

### Opere postume
Nel 2012 è stato pubblicato per la prima volta in Spagna il suo primo romanzo, scritto quando aveva 13 anni, Aficiones peligrosas.
Tutte le sue Obras completas sono state stampate già in vita (Obras Completas, 43 voll., Madrid, Imprenta A. Pérez Dubrull, 1891), ma sembra essere più completa la raccolta postuma del 1924 (Obras Completas, Valladolid, Imprenta Colegio de Santiago, S. A., 1924).
Federico Carlos Sainz de Robles ha raccolto un'altra edizione con studi e note, ma l'ha limitata alle sole opere di narrativa (Obras Completas (Novelas y Cuentos), Estudio preliminar, notas y prólogo de Federico Carlos Sainz de Robles. Madrid: Aguilar, 1947, 2 vols.); la stessa casa editrice ha stampato una selezione con questo titolo nel 1973, affidata ad un ispanista specializzato (Obras Completas, 3 voll., introducción bibliográfica, selección de material crítico, prólogo, clasificación de cuentos, notas y apéndices de Harry Kirby, Madrid, Aguilar, 1973).
Nel 1999 la Biblioteca Antonio de Castro si è fatta carico dell'intera pubblicazione delle sue opere complete, affidata allo specialista Darío Villanueva.

## Relazioni e vita sociale
Emilia Pardo Bazán visse un'intensa vita sociale che non limitò la sua attività come scrittrice. Concentrava i suoi eventi sociali durante i mesi di permanenza a Madrid e il suo lavoro letterario nei mesi che trascorreva in Galizia, generalmente a Pazo de Meirás.
Dopo il suo iniziale trasferimento a Madrid, prese contatti con politici ed intellettuali dell'epoca, tra cui Giner de los Ríos, amico dei suoi genitori, con il quale condivideva l'interesse per l'educazione e per le preoccupazioni riformiste, e che considerava uno dei suoi migliori amici. Stessa considerazione aveva per Menéndez Pelayo, da cui però poi si allontanò in seguito alle polimiche contro i suoi scritti del 1883. Fu amica anche di Pérez de Ayala, Miguel de Unamuno, Ramón de Campoamor - a cui accudiva le tartarughe - e Wenceslao Fernández Flórez.
Dal 1880 mantenne relazioni epistolari con Menéndez Pelayo ed altri scrittori critici, come Clarín che fu suo amico intimo e scrisse il prologo per il suo libro più polemico, La questione palpitante. Nel prologo egli la definisce come «simpatica, coraggiosa e molto discreta», ma anni dopo dichiara di pentirsi di averlo scritto e inizia a criticare le sue opere.
Si scontrò molteplici volte con José María de Pereda, specialmente quando questi dichiarò che una donna non poteva essere un'accademica, mentre con Valera mantenne un migliore rapporto, anche se nemmeno lui l'appoggiò nel suo tentativo di accedere all'Academia.
Ammirava e appoggiava le opere di pittori avanguardisti come Sorolla e Aureliano de Beruete, mentre tra le figure politiche più importanti dell'epoca era molto amica di Castelar, Pi i Margall, Cánovas e Canalejas, con i quali si scontrò alcune volte, ma mantenendo comunque una relazione letteraria.

## Attivismo per i diritti delle donne
Pardo Bazán fu una pioniera per i diritti delle donne e dedicò la sua vita alla loro difesa, tanto nella sua vita privata che nella sua scrittura. In tutte le sue opere incorporò le sue idee sulla modernizzazione della società spagnola, sulla necessità dell'educazione femminile e sulla parità di diritti.
La sua ottima educazione e i suoi viaggi per l'Europa facilitarono lo sviluppo del suo interesse per la questione femminista. Nel 1882 partecipò ad un congresso pedagogico della Institución Libre de Enseñanza tenutosi a Madrid, dove criticò apertamente nel suo intervento l'educazione che ricevevano le donne spagnole, considerandola come un "dogma" attraverso il quale venivano trasmessi valori di passività, obbedienza e sottomissione al marito. Reclamò il diritto delle donne ad accedere a tutti i livelli educativi, ad esercitare qualsiasi professione, il diritto alla loro felicità e alla loro dignità.
Cosciente del sessismo presente nei circoli intellettuali, propose Concepción Arenal come membro della Real Academia Española, ma la candidatura venne rifiutata; la stessa cosa avvenne quando propose Gertrudis Gómez de Avellaneda e quando si propose lei stessa (venne rifiutata tre volte, nel 1889, nel 1892 e nel 1912). Nel 1906 sarà la prima donna a presiedere la selezione di letteratura dell'ateneo di Madrid e la prima donna ad occupare la cattedra di letteratura neolatina a la Universidad Central de Madrid (nel 1916); nel 1910 sarà nominata Consigliera per la Pubblica Istruzione da Alfonso XIII.

## Opere

### Narrativa
- Pascual López: autobiografía de un estudiante de Medicina (1879).
- Un viaje de novios (1881).
- La tribuna (1883).
- El Cisne de Vilamorta (1885).
- La dama joven (1885). Novela corta.
- Bucólica (1885). Novela corta.
- Los pazos de Ulloa (1886-1887).
  - Pardo Bazán, Emilia; Gasparetti, Antonio, Signorotti di Galizia, Milano, Rizzoli, 1961.
- La madre naturaleza (1887).
  - Pardo Bazán, Emilia; Gasparetti, Antonio, Madre natura, Milano, Rizzoli, 1967.
- Insolación (Historia amorosa) (1889).
  - Pardo Bazán, Emilia; Pierucci, Daniela, Colpo di sole. Una storia d'amore, Pisa, Edizioni ETS, 2016.
- Morriña (Historia amorosa) (1889).
- Una cristiana (1890).
- La prueba (1890).
- La piedra angular (1891).
- Doña Milagros (1894).
- Memorias de un solterón (1896).
- El tesoro de Gastón (1897).
- El encaje roto (1897).
- La rosa (1899).
- El saludo de las brujas (1899).
- El niño de Guzmán (1900).
- Vampiro (1901).
- Misterio (1902).
- Novelas ejemplares (1904).
  - Los tres arcos de Cirilo.
  - Un drama.
  - Mujer.
- La quimera (1905).
- Cada uno… (1907). Novela corta.
- La sirena negra (1908).
- Belcebú (1908). Novela corta.
- Allende la verdad (1908). Novela corta.
- Dulce dueño (1911).
- La gota de sangre (1911). Novela corta.
  - Pardo Bazán, Emilia; Di Cataldo, Silvia, La goccia di sangue, Fidenza, Mattioli, 1885; 2006.
- La aventura de Isidro (1916). Novela corta.
- La última fada (1916). Novela corta.
- Clavileño (1917). Novela corta.
- Dioses (1919). Novela corta.
- La serpe (1920). Novela corta.
- Instinto. Novela corta.
- Arrastrada. Novela corta.
- La muerte del poeta. Novela corta.
- Selva, novela inedita.
- La pipa de kif, novela inedita.

### Narrativa corta: racconti
- La dama joven y otros cuentos (1885).
- La leyenda de la Pastoriza (1887).
- Cuentos de la tierra (1888).
- Cuentos escogidos (1891).
- Cuentos de Marineda (1892).
- Cuentos de Navidad y Año Nuevo (1893).
- Cuentos nuevos (1894).
- Arco Iris (cuentos) (1895).
- Cuentos de amor (1898).
- Cuentos sacro-profanos (1899).
- Un destripador de antaño (Historias y cuentos de Galicia) (1900).
  - Pardo Bazán, Emilia; Manera, Danilo, Uno squartatore di altri tempi, Lecce, Argo, 1994.
- En tranvía (Cuentos dramáticos) (1901).
- Cuentos de Navidad y Reyes (1902).
- Cuentos de la Patria (1902).
- Cuentos antiguos (1902).
- Interiores (1907).
- Cuentos del terruño (1907).
- Sud-exprés (cuentos actuales) (1909).
- Cuentos trágicos (1912).

### Saggi e critica
- Estudio crítico de las obras del padre Feijoo (1876).
- Los poetas épicos cristianos (1895).
- La cuestión palpitante (1883).
  - Pardo Bazán, Emilia; Silvestri, Laura, La questione palpitante, Roma, Bulzoni, 2000
- La revolución y la novela en Rusia (1887).
- De mi tierra (1888).
- Los pedagogos del Renacimiento, Madrid, Fortanet (1889).
- Nuevo Teatro Crítico (1891-1892).
- Polémicas y estudios literarios (1892).
- La nueva cuestión palpitante (1894).
- Lecciones de literatura (1906).
- La literatura francesa moderna (1910-1911).
  - Tomo I, El Romanticismo, Madrid: V. Prieto (1910).
  - Tomo II, La transición, Madrid: V. Prieto (1911).
  - Tomo III, El Naturalismo, Madrid: Imp. Prudencio Pérez de Velasco (1911).
- La cocina española antigua (1913).
- La cocina española moderna (1913).
- Porvenir de la literatura después de la guerra (1917).
- La mujer española y otros escritos (1916).
  - Pardo Bazán, Emilia; Peretto, Francesca (trad.), La donna spagnola, Bologna: Alma Mater Studiorum - Università di Bologna, "Genealogie e futuri" (1), 2025.[30]
- El lirismo en la poesía francesa (Obra póstuma), Madrid, Pueyo (1921).

### Conferenze e discorsi
- Discurso leído por Emilia Pardo Bazán Presidenta de la Junta provisional del Folklore gallego, La Coruña, Fregenal a cargo de Tórrellas y Cía. (1884).
- El Folklore gallego en 1884-1885. Sus actas y acuerdos y discursos, por Emilia Pardo Bazán y Memoria por Salvador Golpe. Madrid: Tip. de Ricardo Fé (1886).
- Discurso inaugural del Ateneo de Valencia pronunciado la noche del 29 de diciembre de 1899, Madrid: Tip. de Idamor Moreno (1899).
- Madrid. La España de ayer y la de hoy (Conferencias de París), Madrid: A. Avrial (1901).
- Discurso pronunciado en los Juegos Florales de Orense la noche del 7 de junio de 1901. Tema: Los males de la Patria La Coruña: Tip. de la Casa de la Misericordia (1901).
- Discurso a la Memoria del Poeta José María Gabriel y Galán. Salamanca (1905).

### Libri di viaggi
- Mi romería (recuerdos de viaje) (1887).
- Al pie de la torre Eiffel (Crónicas de la Exposición), Madrid, La España Editorial (1889).
- Al pie de la torre Eiffel, Madrid, Est. Tip. Idamor Moreno (1899).
- Por Francia y por Alemania (Crónicas de la Exposición), Madrid, La España Editorial (1889).
- Por la España pintoresca, Barcelona, López editor, (1895).
- Cuarenta días en la Exposición, Madrid, V. Prieto y Cía. (1900).
- Por la Europa católica, Madrid, Est. Tip. Idamor Moreno (1902).
- Desde la montaña. Ed. de José Manuel González Herrán y José Ramón Saiz Viadero, Santander, Tantín (1997).
- Viajes por Europa, Madrid, Bercimuel (2003).
- Viajes por España, Madrid, Bercimuel (2006).
- Apuntes de un viaje. De España a Ginebra [1873], reproducción facsímil. Edición de José Manuel González Herrán, Santiago, Universidad de Santiago de Compostela-Real Academia Gallega (2014).

### Opere giornalistiche
- De siglo a siglo, Madrid, Est. Tip. Idamor Moreno (1902).
- Nuevo Teatro Crítico, Madrid, La España Editorial (1891-1893).
- La Revista de Galicia de Emilia Pardo Bazán (1880). Estudio y edición de Ana M.ª Freire López, La Coruña, Fundación Pedro Barrié de la Maza, Conde de Fenosa (1999).
- La obra periodística completa en La Nación de Buenos Aires (1879-1921). Edición de Juliana Sinovas Maté, A Coruña, Diputación Provincial (1999), 2 vols.
- Cartas de la Condesa en el Diario de la Marina, La Habana (1909-1915). Edición de Cecilia Heydl-Cortínez, Madrid, Pliegos (2002).
- De siglo a siglo (Edición facsímil a partir del volumen de Obras completas), Madrid, Senado, Servicio de Publicaciones del Senado (2002).

### Teatro
- Teatro [Verdad. Cuesta abajo. Juventud. Las raíces. El vestido de boda (monólogo). El becerro de metal. La suerte (diálogo dramático)], Madrid, R. Velasco impr. (1909).
- Teatro completo. Edición de Montserrat Ribao, Madrid, Akal (2010).
- El vestido de boda. Monólogo, Madrid, Est. Tip. de Idamor Moreno (1899).
- La suerte. Diálogo dramático, Madrid, Est. Tip. de Idamor Moreno (1904).
- Verdad. Drama en cuatro actos, en prosa, Madrid, R. Velasco impr. (1906).
- Cuesta abajo. comedia dramática en cinco actos, en prosa, Madrid, R. Velasco impr. (1906).
- Las raíces: comedia dramática en tres actos, en prosa
- El becerro de metal: comedia dramática en tres actos, en prosa
- Juventud: comedia dramática en tres actos, en prosa, original

### Biografie
- San Francisco de Asís, siglo XIII, Madrid, Librería de Miguel Olamendi (1882), 2 tomi.
- Hombres y mujeres de antaño (Semblanzas), Barcelona, López (1896).
- Retratos y apuntes literarios, Madrid, Administración (1908).
- Hernán Cortés y sus hazañas, Madrid, La Lectura (1914).
- Francisco Pizarro o Historia de la conquista del Perú, Madrid, Voluntad (1917).
- Cuadros religiosos, Madrid, Pueyo (1925).

### Poesie
- Jaime (1876).
- Jaime, Madrid, Imprenta de A. J. Alaria (1881).
- Jaime, Nancy, Imp. Berger-Levrault & Cie. (1886).
- Jaime, Madrid, Jesús López (1924).
- Poesías inéditas u olvidadas. Ed. de Maurice Hemingway, Exeter, University of Exeter Press (1996).